# Hypena externa
Hypena externa là một loài bướm đêm trong họ Erebidae.